# 一把伞南星
一把伞南星（學名：Arisaema erubescens）为天南星科天南星属的植物，有毒。在中药材中称为天南星。

## 形态
多年生草本。块茎略呈球形，直径可达6厘米。叶1枚，小叶7～23枚，呈辐射状排列，形如一把伞，顶端细丝状，叶柄长，长40～80厘米。5～7月开花，雌雄异株，花序的佛焰苞为绿色或淡紫色，有白色条纹，肉穗花序的附属器棒状，顶端钝。浆果多数，成熟时为鲜红色。
一把伞南星同一株的性别会根据其地下球茎在上一个生长周期中所积累的营养决定。

## 分布
分布于印度、尼泊尔、缅甸、泰国、台湾岛及中国大陆的西藏、四川、青海、甘肃、宁夏、陕西、山西、河北、江苏、安徽、湖北、湖南、江西、浙江、福建、广东、广西、贵州、云南等地，生长于海拔450米至3,200米的地区，常生于林下、灌丛、草坡以及荒地。

## 别名
- 天南星（本草拾遗、各地）
- 虎掌南星（本草纲目）
- 麻蛇饭（云南嵩明）
- 刀口药、闹狗药（云南通海）
- 半夏（云南丽江）
- 法夏（云南昆明）
- 麻芋杆、一把伞（云南曲靖）
- 山包谷、蛇子麦、蛇芋（云南）
- “都士不礼”（彝族语）
- 蛇包谷（贵州、四川）
- 白南星（湖北利川、四川兴文、叙永）
- 麻芋子（四川小金）
- 狗爪半夏（四川马尔康）
- 血南星（四川）
- 野魔芋（广西融水、云南西畴）
- 山蕃芋（广东从化）
- 山魔芋（江西）
- 独角莲（湖北兴山、巴东、恩施、长阳、江西铜古、陕西平列）
- 铁骨伞（湖北鹤丰）
- 粉南星、蛇舌草（湖北恩施）
- 蛇芋头（湖南）
- 打蛇棒（福建）
- 虎掌（甘肃卓尼）
- 黄狗卵（浙江）

## 种下等级
- Arisaema erubescens  (Wall.) Schott f. latisectum Engl.

## 外部連結
- 天南星 Tiannanxing （页面存档备份，存于） 中藥材圖像數據庫 (香港浸會大學中醫藥學院)
- 生天南星 Sheng Tian Nan Xing （页面存档备份，存于） 中藥標本數據庫 (香港浸會大學中醫藥學院) （繁體中文）（英文）